# Martin Lundby
Martin Lundby (Oslo, 26 maggio 1986) è un arbitro di calcio norvegese.

## Carriera
Lundby arbitra nell'Eliteserien a partire dal 2013, mentre aveva debuttato nella 1. divisjon dal 2010. Affiliato al Bøverbru, nella vita è un Sivilingeniør, titolo universitario locale. Il 26 novembre 2015, Lundby è stato scelto come arbitro FIFA a partire dal 2016.